# Oxytropis nikolai
Oxytropis nikolai är en ärtväxtart som beskrevs av Filim. och Abdusal. Oxytropis nikolai ingår i släktet klovedlar, och familjen ärtväxter. Inga underarter finns listade i Catalogue of Life.